# Lepidogalaxiidae
Lepidogalaxiidae is een monotypische familie waartoe maar één soort zoetwatervis behoort: Lepidogalaxias salamandroides. Dit is een endemische vis die alleen voorkomt in West-Australië

## Geslacht
- Lepidogalaxias Mees, 1961